# Alexander Ludwig (Schauspieler)

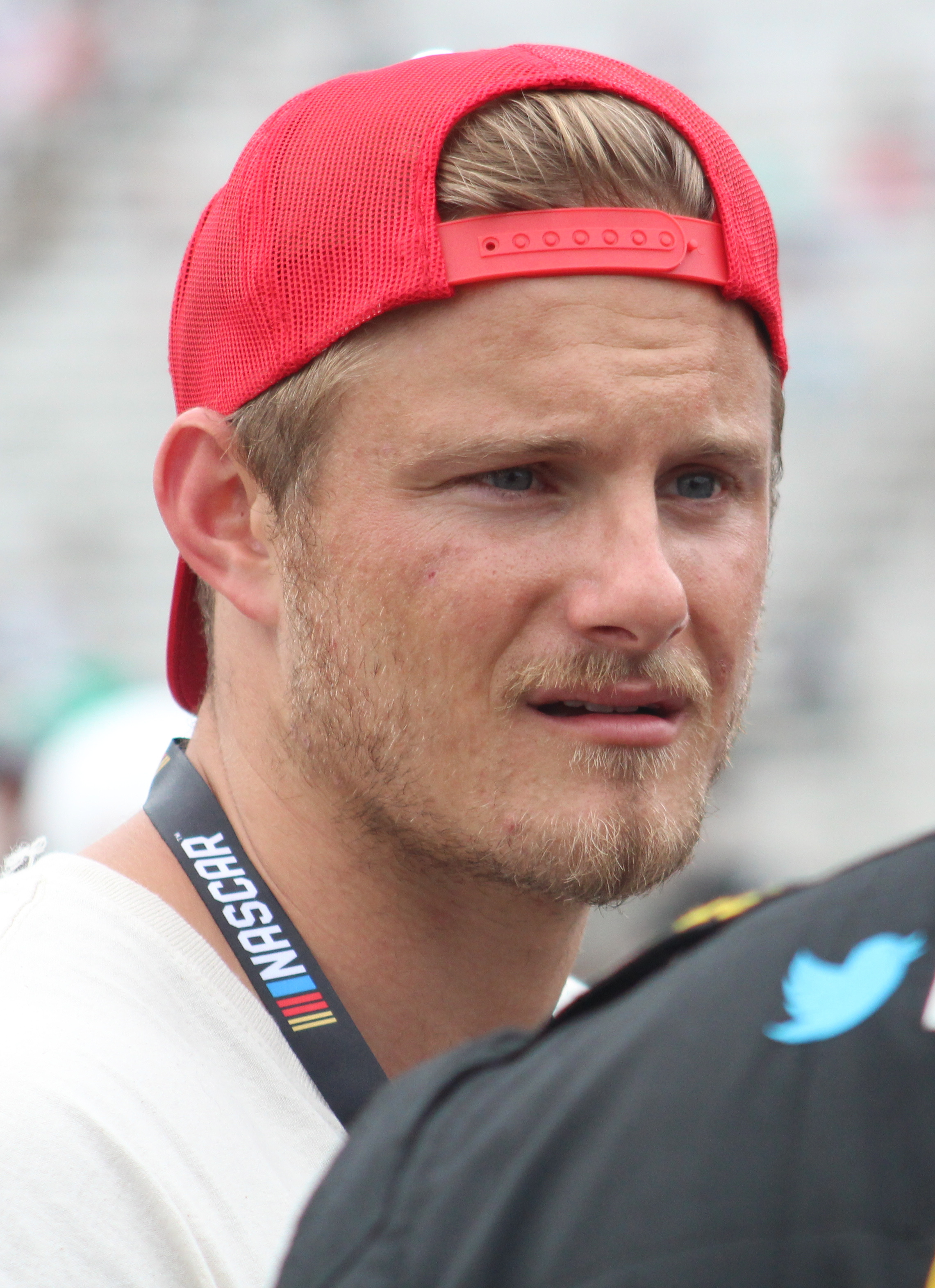
Alexander Ludwig (2021)

Alexander Richard Ludwig (* 7. Mai 1992 in Vancouver) ist ein kanadischer Schauspieler und Country-Sänger.

## Karriere
Nach einigen Nebenrollen übernahm Ludwig im Jahr 2007 die Hauptrolle des Will Stanton im Fantasyfilm Wintersonnenwende – Die Jagd nach den sechs Zeichen des Lichts. Am Schluss des Filmes verkörpert er zusätzlich die Rolle seines verschollenen Zwillingsbruders Tom Stanton. Im Anschluss daran wurde er als Außerirdischer Seth in dem Abenteuerfilm Die Jagd zum magischen Berg verpflichtet. 2012 spielt er die Rolle des Cato, ein Karriere-Tribut, in der Romanverfilmung Die Tribute von Panem – The Hunger Games. An der Seite von Adam Sandler war er sodann in der Komödie Kindsköpfe 2 zu sehen und zusammen mit Mark Wahlberg und Taylor Kitsch in dem Actionfilm Lone Survivor.
Ab der zweiten Staffel der History-Fernsehserie Vikings war Ludwig ab März 2014 in der Rolle des Bjorn Eisenseite Sohn von Ragnar präsent. 2015 war er neben Nina Dobrev und Taissa Farmiga in dem Film The Final Girls zu sehen. 2016 kam sein bereits auf drei Festivals gelaufener Film Go With Me in die Kinos.
2012 veröffentlichte Ludwig seine erste Single Liv it up (Teenage Wasteland) auf YouTube. 2020 brachte er die Country-Single Let me be your Whiskey heraus.

## Persönliches
Ludwig hat drei jüngere Geschwister, zwei Schwestern und einen Bruder. Seine Schwester Natalie Ludwig arbeitet als Model.
Er ist seit 2020 mit Lauren Dear verheiratet. Gemeinsam haben sie zwei Kinder, eine Tochter (* 2023) und einen Sohn (* 2024).
Der Deutschkanadier Ludwig lebt in Los Angeles.

## Filmografie

### Filme

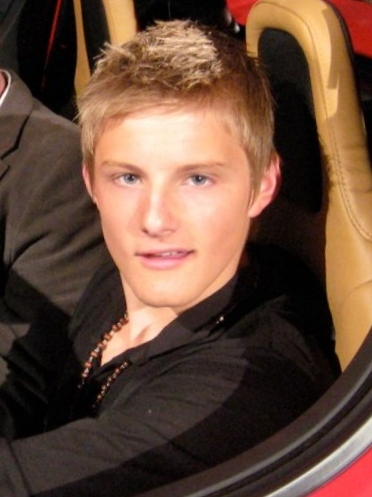
Alexander Ludwig (2009)

- 2000: Air Bud 3 – Ein Hund für alle Bälle (Air Bud: World Pup)
- 2005: Scary Godmother: The Revenge of Jimmy (Fernsehfilm, Sprechrolle)
- 2006: Das kleine Mord-Problem (A Little Thing Called Murder, Fernsehfilm)
- 2007: Herkules und die Sandlot Kids 3 (The Sandlot 3)
- 2007: Wintersonnenwende – Die Jagd nach den sechs Zeichen des Lichts (The Seeker: The Dark Is Rising)
- 2009: Die Jagd zum magischen Berg (Race to Witch Mountain)
- 2012: Die Tribute von Panem – The Hunger Games (The Hunger Games)
- 2013: Kindsköpfe 2 (Grown Ups 2)
- 2013: Lone Survivor
- 2014: When the Game Stands Tall
- 2015: The Final Girls
- 2015: Blackway – Auf dem Pfad der Rache (Blackway)
- 2015: Final Girl
- 2019: Midway – Für die Freiheit (Midway)
- 2019: Leave No Man Behind – Der Feind in den eigenen Reihen (Peace)
- 2020: Bad Boys for Life
- 2020: Alles Gute kommt von oben (Operation Christmas Drop)
- 2021: Night Teeth
- 2021: Heart of Champions
- 2021: National Champions
- 2023: Der Pakt (Guy Ritchie’s The Covenant)
- 2024: Bad Boys: Ride or Die
- 2025: Marked Men: Rule + Shaw

### Fernsehserien
- 2014–2020: Vikings
- 2015: Swerve
- 2021: Heels
- 2025: Leben ohne Ende (Earth Abides)

## Auszeichnungen und Nominierungen
| Jahr | Award             | Kategorie                | Film/Serie                               | Resultat  |
| ---- | ----------------- | ------------------------ | ---------------------------------------- | --------- |
| 2012 | MTV Movie Awards  | Beste Kampfszene         | Die Tribute von Panem – The Hunger Games | Gewonnen  |
| 2012 | Teen Choice Award | Bester Bösewicht         | Die Tribute von Panem – The Hunger Games | Gewonnen  |
| 2014 | Goldene Himbeere  | Schlechteste Filmpaarung | Kindsköpfe 2                             | Nominiert |